# Clotilde Hesme
Clotilde Hesme, född 13 juni 1979 i Troyes, Grand Est, är en fransk skådespelerska.

## Roller i urval
- 2005 – Les Amants réguliers
- 2007 – En lanthandel i Provence
- 2008 – Blodsband
- 2009 – Kärlek i Normandie
- 2010 – Mistérios de Lisboa
- 2012–2015 – Gengångare (TV-serie) (16 avsnitt)
- 2016 – En kvinnas liv
- 2016 – Monsieur Chocolat
- 2021–2023 – Lupin (TV-serie) (10 avsnitt)